# کوکو تاو/۴

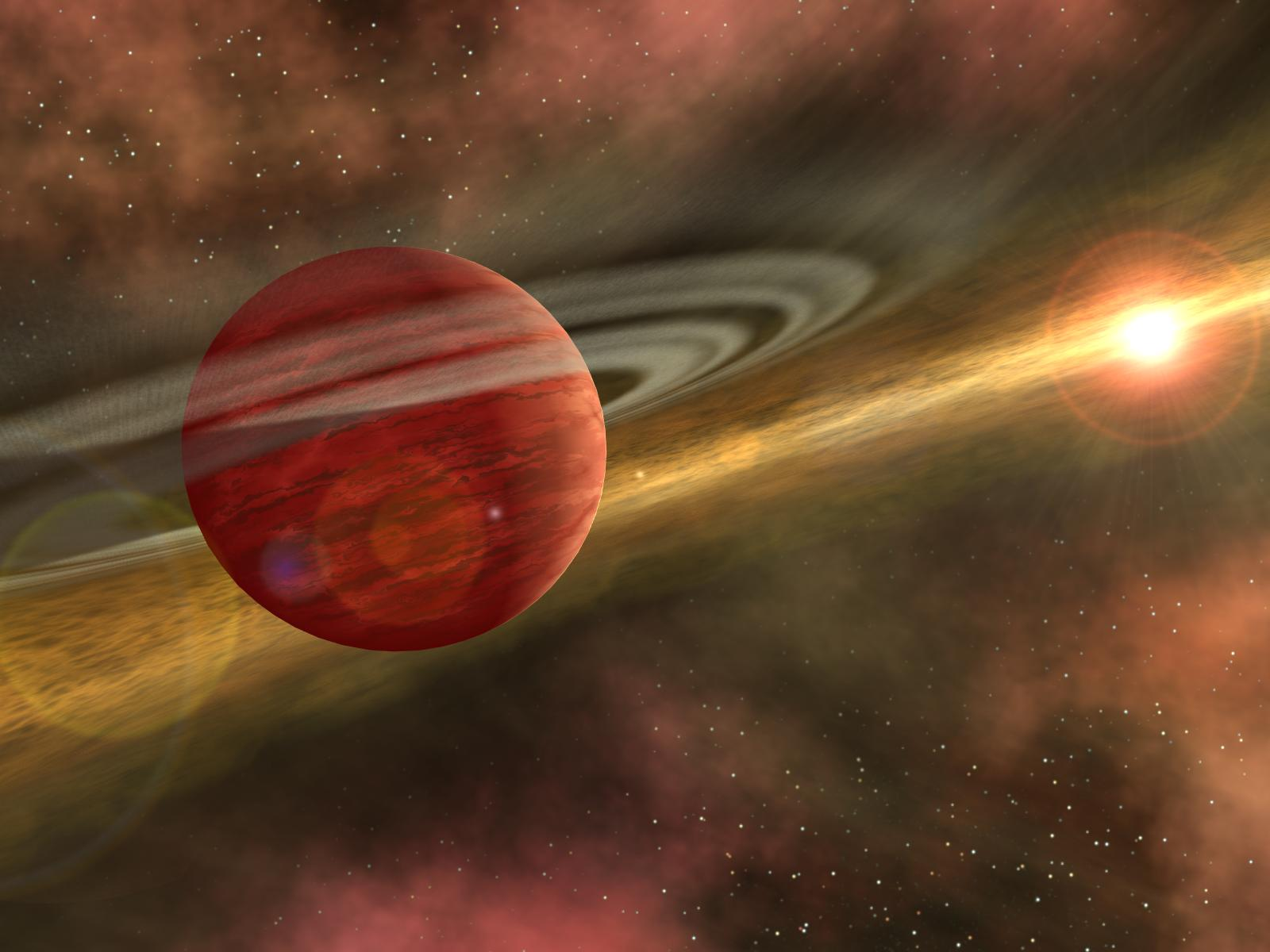
در تصور این هنرمند، یک سیاره جدید پیدا شده احتمالی از طریق یک فضای خالی در یک دیسک گرد و غبار سیاره‌ساز ستاره نزدیک می‌چرخد. این پاکسازی در اطراف ستاره CoKu Tau/4 توسط تلسکوپ فضایی اسپیتزر ناسا شناسایی شد. اخترشناسان بر این باورند که یک جرم عظیم مانند یک سیاره ممکن است مواد دیسک ستاره را با خود برده باشد و یک حفره مرکزی به جا گذاشته باشد.

کوکو تاو/۴ یک ستاره است که در صورت فلکی ثور قرار دارد.